# Shinkun Haku
| Shinkun Haku             | Shinkun Haku     |
| Japanischer Name         | Japanischer Name |
| ------------------------ | ---------------- |
| Kanji                    | 白眞勲           |
| Shinjitai                | 白真勲           |
| Rōmaji nach Hepburn      | Haku Shinkun     |
| Baek Jin Hoon            |                  |
| Koreanischer Name        |                  |
| Hangeul                  | 백진훈           |
| Hanja                    | 白眞勲           |
| Revidierte Romanisierung | Baek Jin-hun     |
| McCune-Reischauer        | Paek Chinhun     |

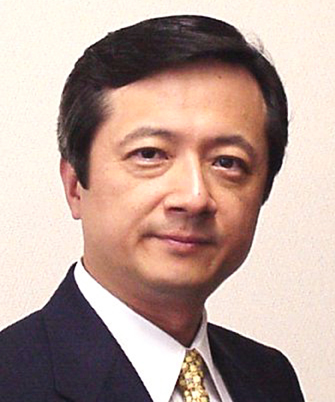
Shinkun Haku

Shinkun Haku (* 8. Dezember 1958 in Shinjuku, Präfektur Tokio) ist ein japanischer Politiker der Demokratischen Fortschrittspartei und Abgeordneter im Sangiin, dem Oberhaus des japanischen Parlaments. 
Haku wurde mit dem koreanischen Namen Baek Jin Hoon als Sohn eines südkoreanischen Vaters und einer japanischen Mutter im Tokioter Bezirk Shinjuku geboren. Nach seinem Studium an der Nihon-Universität arbeitete er ab 1985 für die Chosun Ilbo, eine konservative südkoreanische Zeitung mit ausgeprägter anti-japanischer Haltung, für die er unter anderem die japanische Onlineausgabe initiierte. Daneben kommentierte er häufig koreanische Themen im japanischen Fernsehen. 2003 erwarb er die japanische Staatsbürgerschaft – vor 1985 sah das Gesetz diese nur für Kinder von japanischen Vätern vor. 2004 verließ er die Chosun Ilbo und wandte sich der Politik zu.
Bei der Sangiin-Wahl 2004 trat Haku über die Verhältniswahlliste der Demokratischen Partei an, wobei seine Kandidatur von der buddhistischen Laienorganisation Risshō Kōseikai unterstützt wurde. Er erreichte mit über 200.000 Vorzugsstimmen Platz acht auf der Liste und damit ein sicheres Mandat. In seiner ersten Legislaturperiode war er unter anderem Mitglied des Auswärtigen und Verteidigungsausschusses, des Ausschusses für Wirtschaft und Industrie und des Sonderausschusses für die Entführungsfrage. Bei der Sangiin-Wahl 2010 wurde er bei der Verhältniswahl mit 111.376 Präferenzstimmen und damit Platz 15 auf der Demokratischen Liste bei 16 gewählten relativ knapp wiedergewählt, bei der Wahl 2016 für die neu gegründete Demokratische Fortschrittspartei mit 138.813 Stimmen als elfter und letzter Kandidat bestätigt.
Haku setzt sich unter anderem für das Ausländerwahlrecht auf Präfektur- und Kommunalebene und bessere Beziehungen zu Südkorea ein. 2008 unterstützte er einen Gesetzentwurf des Abgeordneten Tarō Kōno für ein liberaleres Staatsbürgerschaftsrecht, das die laut Kōno geschätzt 600.000 bis 700.000 Erwachsenen mit – in Japan de jure unmöglicher – doppelter Staatsbürgerschaft legalisiert hätte. Langfristig plädiert Haku für die Schaffung einer Asiatischen Gemeinschaft ähnlich der heutigen Europäischen Union.